# Liulou (köping i Kina, Shandong)
Liulou (kinesiska: 刘楼镇, 刘楼) är en köping i Kina. Den ligger i provinsen Shandong, i den östra delen av landet, omkring 250 kilometer sydväst om provinshuvudstaden Jinan. Antalet invånare är 42438. Befolkningen består av 21 431 kvinnor och 21 007 män. Barn under 15 år utgör 25,0 %, vuxna 15-64 år 66 %, och äldre över 65 år 8,0 %.
Genomsnittlig årsnederbörd är 692 millimeter. Den regnigaste månaden är juli, med i genomsnitt 209 mm nederbörd, och den torraste är januari, med 4 mm nederbörd.